# José Aurélio
José Manuel Aurélio (Alcobaça, 1938 —) é um artista plástico português.
Frequentou o curso de escultura da Escola Superior de Belas-Artes de Lisboa (hoje FBAUL). Participa em mostras coletivas desde 1957; expõe individualmente pela primeira vez em 1958, tendo realizado grande número de exposições a partir dessa data. É autor de uma vasta produção de esculturas em espaço público, de medalhística e numismática.
Trabalha materiais como pedra, madeira e bronze, obedecendo a uma estética minimalista e tendencialmente geometrizante. Vem desenvolvendo novas formas de expressão na medalhística, desde 1966. Entre 1969 e 1974 concebeu e orientou a Galeria Ogiva, em Óbidos. Vive e trabalha em Alcobaça desde 1980, onde dirige o Armazém das Artes.
Foi agraciado pelo Presidente da República Portuguesa com o grau de Comendador da Ordem do Infante D. Henrique (17 de janeiro de 2006).
Em 2016 surge como autor de uma moeda de dois euros, cujo fabrico homenageia os 50 anos da Ponte 25 de Abril. 

## Algumas Obras
- 1966 –  Mão, Óbidos.[2]
- 1976 – Monumento ao General Humberto Delgado, Cela Velha
- 1977 – Escultura metálica, Embaixada de Portugal em Brasília.[2]
- 1978 – Padrão comemorativo do 8º Centenário da Fundação da Abadia de Alcobaça, Alcobaça.[2]
- 1979 – Monumento a Manuel Laranjeira, Mozelos – Santa Maria da Feira.[2]
- 1981 - Monumento ao Espírito Feirense - São João de Ver
- 1982 – Grande Escultura para a Carris, Miraflores – Lisboa.[2]
- 1985 – Padeira de Aljubarrota, Aljubarrota – Alcobaça.[1][2]
- 1985 – Origens de Porto de Mós, Porto de Mós.[2]
- 1989 – Gárgulas, Torre do Tombo, Lisboa.[2]
- 1993 – Monumento ao Trabalho, Almada.[2]
- 1996 – Elementos escultóricos no Nó da A1, Santa Maria da Feira.[2]
- 1996 – Retrato de Rodrigo Maria Berquó, Caldas da Rainha.[2]
- 1998 –- Retrato de D. João V, Coudelaria - Alter do Chão.[2]
- 1999 – Escultura, estação de Metropolitano de Sete Rios, Lisboa.[2]
- 1999 – Retrato de Camões, Assembleia da República – Lisboa.[2]
- 1999 – Monumento à Paz, Parque da Paz – Almada.[2]
- 1999 – Presépio para o santuário de Fátima.[2]
- 2001 – Porta de Abril, S. Paulo - Brasil.
- 2004 – Emissor Recetor de Ondas Poéticas, Capuchos.
- 2005 – Mil Olhos - Memorial a Pablo Neruda, Capuchos.
- 2005 – Círio do Vau, Óbidos.
- 2005 – Teatro, Teatro Municipal de Almada.
- 2009 – Espiral do Tempo, Almada

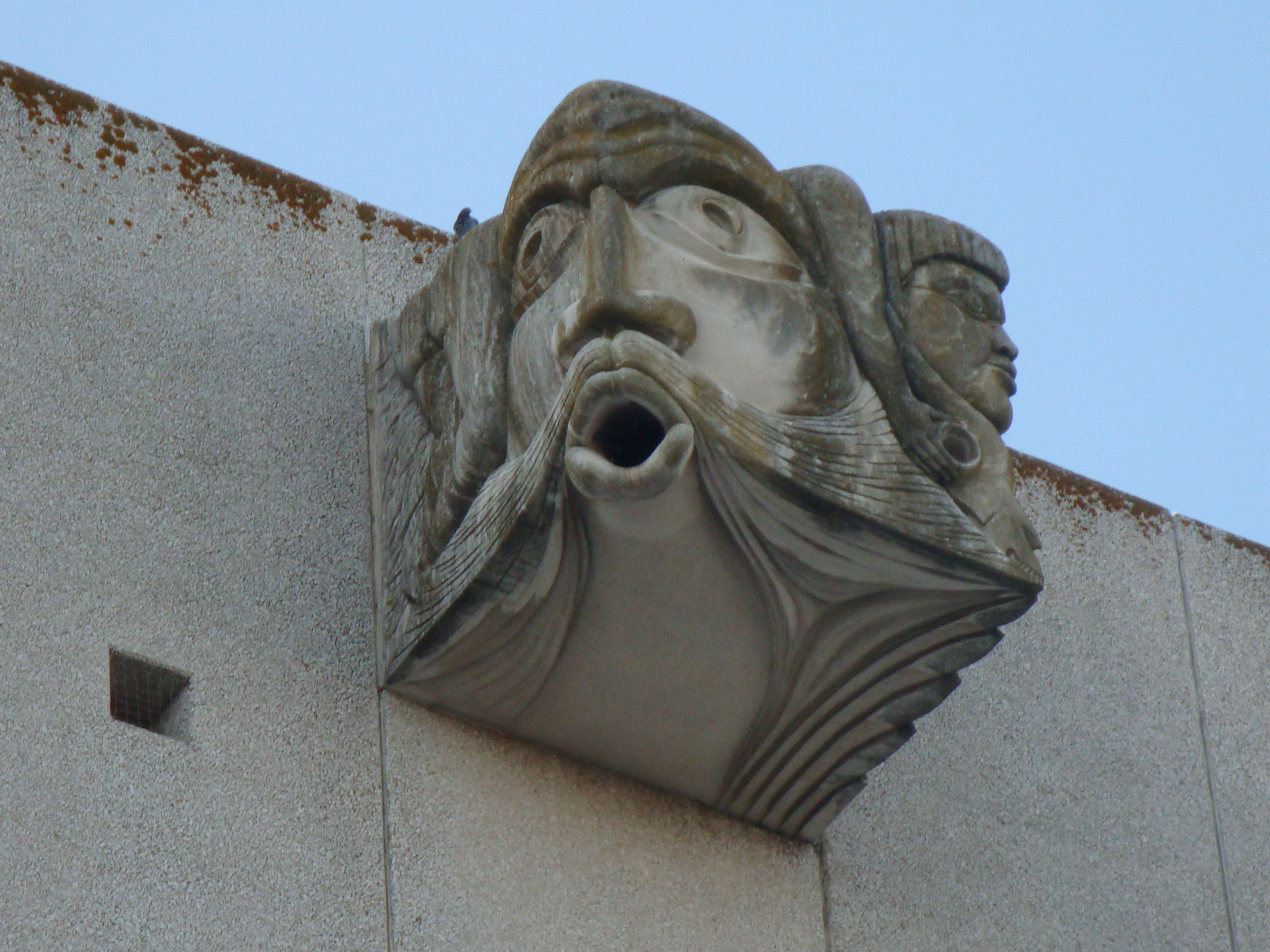
O Velho, o Novo e a Morte, Torre do Tombo, Lisboa
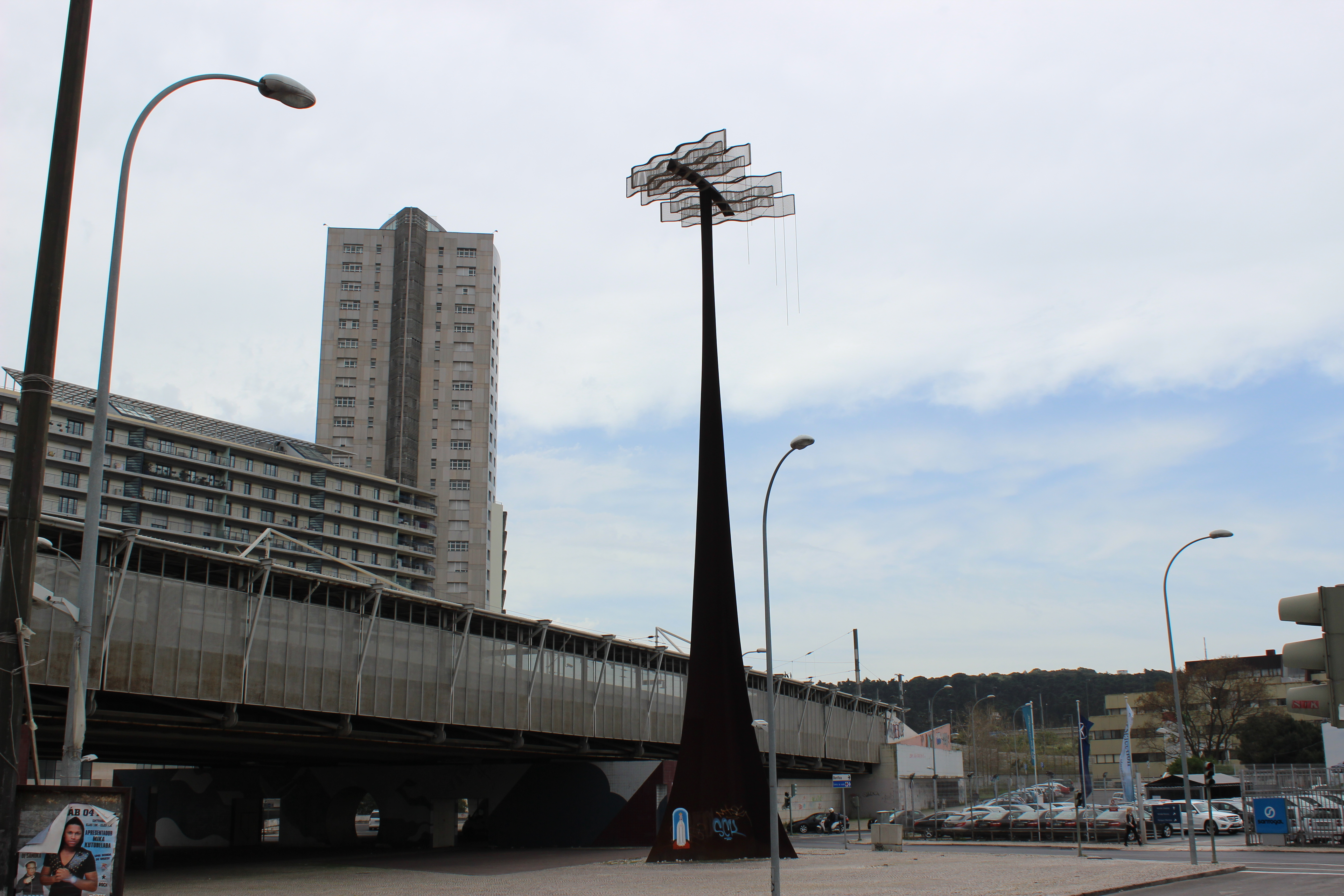
Sete Rios, Lisboa
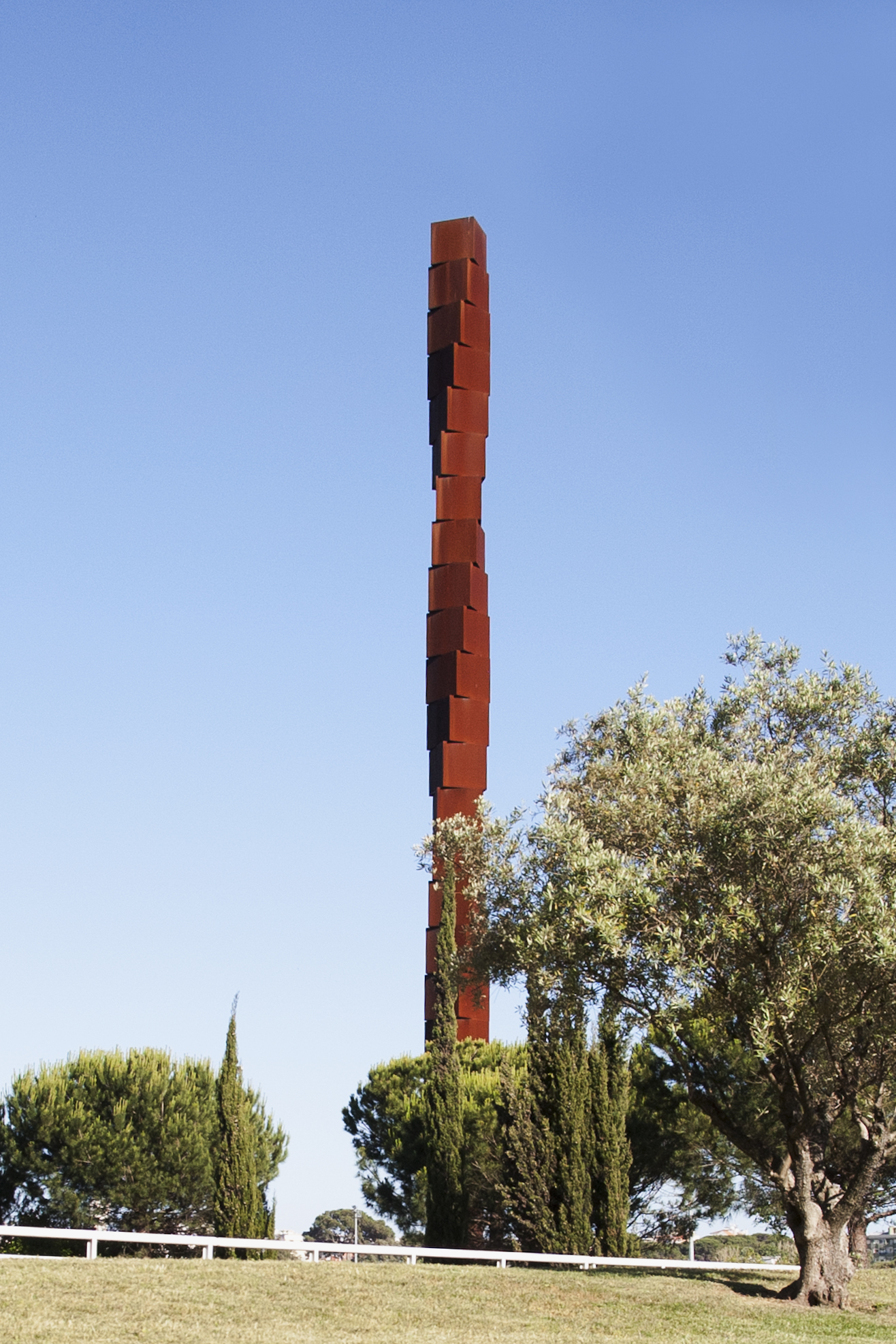
Espiral do Tempo, Almada